# Und weg bist du
Und weg bist du ist ein deutscher Fernsehfilm aus dem Jahr 2012, der unter der Regie von Jochen Alexander Freydank nach einem Drehbuch von Monika Peetz entstand und das Thema Sterben verarbeitet. Die Hauptrollen in der Tragikomödie spielen Christoph Maria Herbst und Annette Frier. Die Fernsehpremiere war am 4. September 2012 auf Sat.1.

## Handlung
Gevatter Tod in Gestalt eines sehr schlanken, schwarz gekleideten Mannes mit langen, dunklen Haaren bittet seine „Kunden“ stets freundlich, mit ihm zu kommen, weil ihre Zeit jetzt um sei. Wenn diese anderer Meinung sind und ihm nicht glauben wollen, hilft er mit einem entsprechenden Schicksalsschlag nach, wie gerade bei dem cholerischen Metzger Lars Müller. Er weigerte sich, da er den Tod nicht ernst nehmen wollte, und so wurde er von einem Viehanhänger überrollt.
Der nächste Kandidat auf der Liste des Gevatter Tod ist Jela Becker. Die junge Mutter einer Tochter erhält von ihrer Ärztin die Diagnose Eierstockkrebs. Aufgrund zahlreicher Metastasen in fast allen Organen hat sie nur noch wenige Wochen zu leben. Ab diesem Zeitpunkt wird sie von Gevatter Tod begleitet, der es nicht fertigbringt, Jela so ohne weitere Vorwarnung aus dem Leben zu rufen. Er tauscht sich mit Rudi aus, der so etwas wie ein Dauerkunde für ihn ist, weil er in seinem Beruf als Fassadenreiniger täglich „mit einem Bein im Grab“ steht und es nur eine Frage der Zeit ist, dass der Tod ihn mitnimmt. Daher kann Rudi den Tod auch sehen und hören. Der Tod gesteht Rudi, dass er sich in Jelas Lächeln verliebt habe. Trotzdem muss er seinen Job machen, was ihm aufgrund einiger Missgeschicke aber nicht gelingen will. Jela registriert zunächst wortlos den Anblick ihres neuen Begleiters. Erst als sie sich sicher ist, dass er keine Halluzination ist, redet sie mit ihm und erbittet sich vier Wochen Aufschub, um den achten Geburtstag ihrer Tochter noch erleben zu können. Noch weiß sie nicht, wie sie es ihrer Tochter Lucy erklären soll, dass sie bald nicht mehr für sie da sein kann. Auch Ehemann Tom muss sich erst noch auf die Rolle des alleinerziehenden Vaters vorbereiten.
Gevatter Tod entwickelt im Laufe der Zeit immer mehr Sympathie für Jela. Er will ihr gern ihren Wunsch erfüllen, doch lässt sich Jelas Name einfach nicht aus seinem Auftragsbuch ausradieren. Auf der nächsten Seite steht allerdings Jelas Nachbarin. Deshalb wählt er die nörgelnde Marlene Griek als sein nächstes Opfer aus. Diese erweist sich jedoch als hartnäckig und strotzt trotz ihres Alters vor Gesundheit und Lebenswillen. Obwohl sie eigentlich bereit ist, mit ihm zu gehen, funktioniert es einfach nicht. Der Tod weicht Marlene Griek die nächsten Tage nicht von der Seite und hofft so den richtigen Moment zu erwischen. Dabei ergeben sich viele Gespräche, was die alte Frau zusehends milder werden lässt. Sie sehen sich sogar gemeinsam ihr altes Fotoalbum an. Die meisten Personen darin sind schon lange verstorben und Marlene Griek hat so einige Fragen an den Tod. Als sie am nächsten Tag von der Leiter fällt, meint er es endlich geschafft zu haben, aber Fehlanzeige. Marlene Griek bricht sich noch nicht einmal etwas bei ihrem Sturz. Jetzt begreift sie, dass der Tod gar nicht ihretwegen im Haus ist, sondern dass er ihre Nachbarin holen soll.
Jela versucht derweil die Zeit lebensfroh zu genießen, die ihr noch bleibt. Als ihre Tochter spielerisch fragt, wie alt sie mal werden wird, kann sie andeuten, dass sie Weihnachten nicht mehr erleben wird. Sie wird täglich schwächer und Trost suchend beginnt Jela den Tod als einen Liebhaber anzusehen, der sie zum Zeitpunkt ihres Ablebens umarmt. Nur so lässt sich für sie der Abschiedsschmerz ertragen. Doch noch vermag der Tod Jela nicht loszulassen, was allerdings zu Konsequenzen führt. Viele schwerkranke Patienten im Krankenhaus können nicht sterben. Jela hört von ihrer Ärztin, dass sie das Gefühl habe, der Tod mache Urlaub und lade ihnen damit die Probleme auf. Jela hat ein wenig Schuldgefühle, aber es sind ja nur noch drei Tage bis zu Lucys Geburtstag.
Jelas Schwester Theresa lernt zufällig Rudi kennen, dem sie damit neuen Lebensmut gibt und der nach Jahren über den Verlust seiner alten Liebe hinwegkommt. Mit ihr kann er sogar drüber reden, dass er den Tod sehen konnte, was seit kurzem nicht mehr der Fall sei. Auch für Theresa ist Rudi ein guter Trost, da sie den Gedanken, Jela als Schwester zu verlieren, nur schwer erträgt.
An Lucys achtem Geburtstag bringt Marlene Griek zur großen Überraschung aller eine Geburtstagstorte vorbei und bietet ihre Hilfe an. Jela liegt seit Tagen nur noch kraftlos im Bett. Als sich der Tod zu ihr setzt, küsst sie ihn sanft und hat das Gefühl, auf Wolken zu schweben. Sie steht auf, geht zu ihrer Tochter in den Garten und spielt mit ihr Mensch ärgere Dich nicht. Als Lucy beim Spiel die Figur ihrer Mutter hinauswerfen darf, sagt sie spaßig: „Ene, mene, muh. Und weg bist du.“ So zieht sich Jela zurück und bittet Lucy, gut auf ihren Papa aufzupassen.

## Hintergrund
Der Film wurde in Köln gedreht. Zum Soundtrack gehören The Suburbs von Arcade Fire, I will survive von Gloria Gaynor, Try Again von Keane und Surfacing von Chapel Club. Seit dem 5. September 2012 ist der Film auch auf DVD und Blu-ray Disc im Handel erhältlich. Der in den 1970er-Jahren erfolgreiche Musiker Ricky Shayne tritt in einer kleinen Gastrolle als Straßenmusiker auf.

## Rezeption

### Einschaltquote
Bei der Erstausstrahlung am 4. September 2012 auf Sat.1 sahen 3,05 Millionen Zuschauer den Film. Dies entsprach einem Marktanteil von 10,9 Prozent beim Gesamtpublikum. In der Zielgruppe der Zuschauer zwischen 14 und 49 Jahren wurden 1,63 Millionen Zuschauer erreicht, was einem Marktanteil von 14,7 Prozent entsprach.

### Kritiken
prisma.de meinte: „Dank des brillant aufspielenden Christoph Maria Herbst als gelangweilter Sensenmann inszenierte Oscar-Preisträger Jochen Alexander Freydank […] das ernste Thema recht locker und unterhaltsam. […] Witzig: der Kurzauftritt von Uwe Ochsenknecht als Großkotz, der direkt zu Beginn vom Tod abgeholt wird.“
Markus Ehrenberg vom Tagesspiegel fragte sich: „Geht das: eine Art Komödie über eine schwer krebskranke Frau, Mutter, Ehefrau? Noch dazu auf dem Sat-1-Platz am Dienstagabend, der in der Regel unter dem Label ‚Romantic Comedy‘ läuft, damit die Zuschauer beim Privatfernsehen vor lauter Tiefgang und Traurigkeit nicht gleich wegschalten? Ja, es geht. Es geht sogar überraschend gut, was bei ‚Und weg bist du‘ nicht zuletzt an den Hauptdarstellern Annette Frier und Christoph Maria Herbst liegt.“
Beim Stern urteilte Carsten Rabe: „Metapherreich, was sich Regisseur Jochen Alexander Freydank da ausgedacht hat, denn auch in der griechischen Sage ist Charons Fähre über die Styx der entscheidende Schritt in die Unterwelt. […] Der Film wird kein Drama, sondern zur Tragikomödie, auch oder gerade dank Herbst, dem ‚Stromberg‘-gestählten Witzbold. Offenbar ein Sujet, an das sich so recht kein Regisseur wagen wollte. Denn laut Produzent Marc Conrad hagelte es mehrere Absagen. Conrad spricht von 25, die alle ‚Muffensausen‘ vor einer sensiblen und schwierigen Tragikomödie gehabt hätten, bis Freydank gefunden wurde, der 2009 für ‚Spielzeugland‘ mit dem Oscar für den besten Kurzfilm ausgezeichnet wurde.“
Auch Stefan Niggemeier vom Spiegel fand lobende Worte und schrieb: „Aus dieser Konstellation hätte ‚Und weg bist Du‘ […] eine furchtbar abgeschmackte Klamotte werden können, aber Regisseur Jochen Alexander Freydank (‚Spielzeugland‘) hat eine bezaubernde, berührende Tragikomödie daraus gemacht.“
Jürgen Overkott von der Westdeutschen Allgemeinen Zeitung wertete: „Frier und Herbst gehen in ihrem ersten gemeinsamen Film eine eigenartige Symbiose ein, die sich getrost als skurrile Liebesgeschichte bezeichnen lässt. […] Von einer Klamotte, die sich über eine tödliche Krankheit lustig macht, ist der Film bei alldem weit entfernt. Stattdessen überwiegen die nachdenklichen Momente. Es geht um das Abschiednehmen und um das bewusste Leben. ‚Und weg bist du‘ ist dennoch ein leichtes Werk, da es mit Situationskomik aufwartet […] Der Film ist dabei vor allem ein Appell an das Leben. Und das macht er gut.“
Tilmann P. Gangloff meinte bei evangelisch.de: „Gelungene Gratwanderung zwischen Lustspiel und Tragödie. Christoph Maria Herbst und Annette Frier sind eine wunderbare Besetzung für dieses romantische Paar. […] Regisseur Jochen Alexander Freydank […] sorgt ohnehin dafür, dass ‚Und weg bist Du‘ nicht zum Lustspiel wird, obwohl es dem Drehbuch wahrlich nicht an Pointen und Slapstickszenen mangelt. Schon allein die wunderbar gelungene Gratwanderung zwischen Lustspiel und Tragödie macht diesen von Marc Conrad initiierten und produzierten Film zu einem ganz besonderen Werk. Peetz und Freydank gelingt das seltene Kunststück, dass man Tränen vor Lachen und aus Mitgefühl vergießt, zumal auch die nicht minder exzellent verkörperten Nebenrollen enorm zur guten Laune beitragen.“

### Auszeichnungen
Der Film wurde am 17. Mai 2013 mit dem Bayerischen Fernsehpreis für die beste Regie ausgezeichnet.